# Calnú
Calnú és una entitat de població ubicada al departament d'Artigas, al nord-oest de l'Uruguai. Es troba dins del sector 7è departamental i limita al nord amb la ciutat de Bella Unión i al sud-est amb Tomás Gomensoro. A l'oest fa frontera amb el riu Uruguai i el poblat de Mones Quintela.

## Població
Segons les dades del cens de 2004, Calnú tenia una població aproximada de 32 habitants.
| Any  | Població |
| ---- | -------- |
| 1963 | -        |
| 1975 | -        |
| 1985 | -        |
| 1996 | -        |
| 2004 | 32       |
| 2011 | 15       |